# سفارة أوكرانيا في روسيا
سفارة أوكرانيا في روسيا هي أرفع تمثيل دبلوماسي لدولة أوكرانيا لدى روسيا. تقع السفارة في موسكو وهي تهدف لتعزيز المصالح الأوكرانية في روسيا.

## قطع العلاقات الدبلوماسية
في 24.02.2022 - قطعت أوكرانيا العلاقات الدبلوماسية مع روسيا

## وصلات خارجية
- الموقع الرسمي
- قائمة سفارات أوكرانيا
- قائمة السفارات في روسيا